# La Puebla de Cazalla

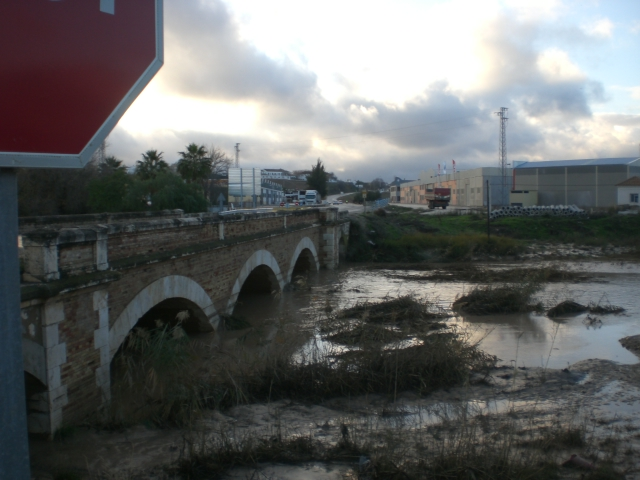
Río Corbones a su paso por La Puebla de Cazalla

La Puebla de Cazalla es una localidad y municipio español situado en la parte oriental de la provincia de Sevilla, en la comunidad autónoma de Andalucía.

## Toponimia
El nombre Cazalla se relaciona con la palabra magdalena. Al sur del pueblo se encuentra el Castillo de Luna. La localidad no pudo recibir el nombre de Cazalla, debido a la equivalencia con Cazalla de la Sierra.

### Gentilicio
Su gentilicio, "moriscos", se debe a que los Duques de Osuna no obedecieron la Orden de los Reyes Católicos de expulsar a sus moriscos. Se cree que por ese mismo motivo, abunda en la población el apellido "Moreno".

## Geografía

### Ubicación
Situada en el extremo suroeste de la comarca de Campiña de Morón y Marchena, La Puebla de Cazalla se encuentra en la parte central de Andalucía, junto a la A-92, lo que la hace estar bien comunicada con los municipios cercanos y ciudades importantes como Sevilla, Málaga o Antequera. Se encuentra a 62 kilómetros de la capital de provincia, Sevilla. El término municipal está atravesado también por carreteras locales que permiten la comunicación con Morón de la Frontera. 
Limita con los términos municipales de Marchena, Osuna, Villanueva de San Juan, Pruna y Morón de la Frontera.
| Noroeste: Marchena y Morón de la Frontera | Norte: Marchena | Noreste: Osuna                  |
| Oeste: Morón de la Frontera               |                 | Este: Osuna                     |
| Suroeste Morón de la Frontera             | Sur: Pruna      | Sureste: Villanueva de San Juan |

### Geografía
El relieve del municipio es predominantemente llano por el norte y más accidentado por el sur, donde se superan los 550 metros de altitud. El principal río es el Corbones, afluente del río Guadalquivir, que llega proveniente de los municipios de Villanueva de San Juan y El Saucejo, atravesando la práctica totalidad del término municipal de forma longitudinal, desde el suroeste hasta el norte, donde llega a Marchena. A su paso por el municipio se encuentra el embalse de Puebla de Cazalla, construido en 1994. Existe otro pequeño curso fluvial, el río de la Peña, que es a su vez afluente del río Corbones. La altitud oscila entre los 580 metros al sur (Mojón Gordo) y los 150 metros a orillas del río Corbones en el límite con Marchena. El pueblo se alza a 176 metros sobre el nivel del mar. 

## Geografía humana

### Demografía
Cuenta con una población de 10 799 habitantes (INE 2024).
| Gráfica de evolución demográfica de La Puebla de Cazalla entre 1842 y 2021                                            |
| |
| Población de derecho según los censos de población del INE. Población de hecho según los censos de población del INE. |

### Economía

#### Evolución de la deuda viva municipal
| Gráfica de evolución de Deuda viva del Ayuntamiento de Puebla de Cazalla (La) entre 2008 y 2019                                |
| |
| Deuda viva del Ayuntamiento de Puebla de Cazalla (La) en miles de Euros según datos del Ministerio de Hacienda y Ad. Públicas. |

### Comunicaciones y transporte

#### Carreteras
El municipio se encuentra junto a la autovía A-92, lo que facilita la comunicación con municipios cercanos con acceso a esta vía como Osuna o Arahal, así como a ciudades como Sevilla o Málaga.
| Identificador | Denominación                                | Itinerario                                                      | Red                      |
| ------------- | ------------------------------------------- | --------------------------------------------------------------- | ------------------------ |
| A-92          | De Sevilla a Almería por Granada            | Sevilla - Almería                                               | Red Básica Estructurante |
| A-380         | De Puebla de Cazalla a Carmona por Marchena | La Puebla de Cazalla - Marchena - Carmona                       | Red Intercomarcal        |
| SE-451        | De Morón de la Frontera a Puebla de Cazalla | Morón de la Frontera - La Puebla de Cazalla                     | Red Provincial           |
| SE-458        | De Puebla de Cazalla a A-406                | La Puebla de Cazalla - La Romera (Morón de la Frontera) - A-406 | Red Provincial           |
| SE-7201       | De Puebla de Cazalla a Lantejuela           | La Puebla de Cazalla - Lantejuela                               | Red Provincial           |

#### Autobuses
La Puebla de Cazalla dispone de una parada de autobús interurbano ubicada en la Avenida José María Moreno Galván, en la que hace parada la línea Sevilla - Baena de la empresa Monbus, conectando con otros municipios como Arahal, Osuna, Estepa, Puente Genil o Lucena, entre otros.

## Símbolos

### Escudo
El escudo de La Puebla de Cazalla se distingue por el siguiente blasón: «Escudo partido. Primero, de gules, castillo de oro, aclarado de azur y mazonado de sable. Segundo, de plata, olivo de sinople. Al timbre, corona real cerrada».
Si bien no consta en la descripción oficial, sobre el castillo figura una media luna de plata. Además, el castillo se representa aclarado de gules y el olivo va fustado al natural.

### Bandera
Históricamente, el municipio carecía de una bandera oficial. Tras un concurso y posterior votación popular en diciembre de 2016, fue aprobada la actual bandera en marzo de 2017.
Bandera rectangular compuesta de tres franjas horizontales iguales, blanca la superior, verde la central y color arcilla la inferior. La franja blanca lleva una estrella blanca de ocho puntas con el borde en un tono amarillo dorado situada al asta de esta franja, y la verde lleva en el centro el escudo local. 
El autor de la bandera es Noel González González.

## Política y administración

### Ayuntamiento
El Ayuntamiento de La Puebla de Cazalla se encuentra en la plaza del Cabildo. El edificio data del siglo XVIII, si bien la construcción actual es del siglo XX.

### Gobierno municipal
Se compone de 17 concejales que a su vez eligen al alcalde del municipio. El actual alcalde de La Puebla de Cazalla es Antonio Martín Melero.
| Candidatura | Candidatura | %     | Concejales |
| ----------- | ----------- | ----- | ---------- |
|             | Adelante    | 50,92 | 10         |
|             | PSOE-A      | 19,91 | 3          |
|             | VLP         | 17,09 | 3          |
|             | PP          | 9,94  | 1          |

### Lista de alcaldes desde las elecciones democráticas de 1979
| Periodo   | Nombre                | Partido  |
| --------- | --------------------- | -------- |
| 1999-2003 | Emilio Pozo Jiménez   | PSOE-A   |
| 2003-2007 | Emilio Pozo Jiménez   | PSOE-A   |
| 2007-2011 | Antonio Martín Melero | IULV-CA  |
| 2011-2015 | Antonio Martín Melero | IULV-CA  |
| 2015-2019 | Antonio Martín Melero | IULV-CA  |
| 2019-2023 | Antonio Martín Melero | Adelante |

## Patrimonio
- La Fuenlonguilla y su fuente árabe.
- Iglesia de Nuestra Señora de las Virtudes. Enclavada en la antigua Plaza Real, la actual Plaza del Cardenal Spínola, comúnmente conocida como la Plaza Vieja.
- Ermita de San José. Construida a principios del siglo XVIII y consagrada a San José, patrón de la localidad.
- Convento Nuestra Señora de la Candelaria.
- Museo de Arte Contemporáneo José María Moreno Galván.
- Museo Arqueológico Municipal.
- Ruinas del Castillo de Luna, Bien de interés Cultural, data de 711 coincidiendo con el asentamiento musulmán.[10]

## Fiestas y tradiciones
Existen varias fiestas populares en La Puebla de Cazalla, siendo las más populares el 22 de abril, día de su fundación en 1502, la Semana Santa y la Feria. Otras festividades importantes son San Blas, el carnaval, la romería, la Reunión de Cante Jondo y los días de los patrones San José y la Virgen de las Virtudes.

### Semana Santa
La Semana Santa en La Puebla de Cazalla es uno de los eventos artísticos y religiosos más importantes del municipio. No se conoce la fecha exacta en la cual se iniciaron las procesiones de Semana Santa en La Puebla de Cazalla, pero sí existe constancia documental en la cual se menciona que la Hermandad del Stmo. Cristo de la Vera Cruz ya efectuaba su recorrido procesional en la noche del Jueves Santo desde al menos el año 1591, motivo por el cual puede considerarse la Hermandad de penitencia más antigua del municipio. El listado de hermandades que salen en procesión en Semana Santa es el siguiente:
- Hermandad de la Triunfal Entrada de Jesús en Jerusalén,Nuestro Padre Jesús Cautivo y María Stma. de la Paz. Salida procesional el Domingo de Ramos y el Martes Santo.
- Hermandad del Stmo. Cristo de la Vera-Cruz y Ntra. Sra. del Mayor Dolor en su Soledad. Salida procesional la noche del Jueves Santo.
- Hermandad de Ntro. Padre Jesús Nazareno, María Santísima de las Lágrimas y San Juan Evangelista. Salida procesional la madrugada del Viernes Santo.
- Hermandad del Stmo. Cristo de las Aguas, obra de Antonio Castillo Lastrucci , Santo Entierro y Orden Tercera de los Siervos de María Stma. de los Dolores, obra de José Montes de Oca. Salida procesional la noche del Viernes Santo.

### Feria
La Feria de La Puebla de Cazalla se realiza cada año la segunda semana de septiembre. El recinto ferial se sitúa en el Paseo Francisco Bohórquez, donde se encuentran las diferentes casetas y atracciones.

## Medios de Comunicación
- RTV Puebla